# دایره واژه کنترل‌شده
دایره واژه کنترل‌شده (به انگلیسی: Controlled vocabulary) راهی برای سازماندهی دانش برای بازیابی های آتی می باشد، و نوع خاصی از دایره واژه (مجموعه واژگان آشنا) می باشد. دایره واژه ی کنترل‌شده به برنامه کلی (Scheme)، در استفاده از عبارات از پیش تعیین شده و مجاز تعهد دارد، که این عبارات از پیش، توسط طراحان آن برنامه کلی انتخاب شده اند. درحالیکه دایره واژه در «زبان‌های طبیعی»، هیچ تعهدی از این نوع در آن وجود ندارد. یعنی در برنامه کلی آنها هر عبارتی می تواند باشد. 

## کاربرد دایره واژه کنترل‌شده
دایره واژه کنترل‌شده در موارد زیر کاربرد دارد:
- برنامه کلی نمایه سازی از موضوع ها Subject indexing
- اصطلاح نمایه‌ای Index term
- فرهنگ اصطلاح ها (Thesaurus (information retrieval
- آرایه‌شناسی (دانش رده بندی) Taxonomy
- سیستم های سازماندهی دانش Knowledge_organization_system